# Flying Tiger Copenhagen
Flying Tiger Copenhagen (también conocida simplemente como Tiger, su nombre comercial hasta 2016) es una empresa danesa de tiendas de venta al por menor especializadas en artículos de bajo coste. Se caracteriza por vender toda clase de artículos que cuentan con un diseño propio, son exclusivos de la tienda y tienen precios fijos: la mayoría no sobrepasan los cinco euros.

## Historia
La empresa fue fundada en 1995 por Lennart Lajboschitz, dueño de una tienda de complementos originales en el sector de Islands Brygge (Copenhague) llamada Zebra. Cuando se fue de vacaciones dejó al cargo a su cuñada y le pidió que rebajase todos los productos a 10 coronas (equivalente a un euro). La política de precio único resultó un éxito y el propietario decidió mantenerla con una línea de productos propios. Más tarde cambió el nombre a Tiger (tigre), un juego de palabras en danés con la palabra «ti'er», contracción de «ti kroner» (diez coronas). Zebra se convirtió en una sociedad anónima que pasó a controlar el número de tiendas y a supervisar los diseños, muchos de ellos a cargo de Suz, la esposa de Lennart.
En poco tiempo se asentó en Dinamarca, entró en otros países escandinavos y en 2005 inauguró un local en Basingstoke, Reino Unido. En 2008 se abrió la primera tienda en Madrid (España). Y en 2012 el fondo de inversión EQT Partners adquirió el 70 % de la sociedad Zebra, lo que sirvió para consolidar la expansión internacional: en 2014 contaba con más de 400 tiendas en 25 países.
En 2016, Tiger pasó a llamarse Flying Tiger Copenhagen en todos los países donde opera.
Flying Tiger Copenhagen no usa un modelo de franquicia, sino que sigue uno mixto: Zebra proporciona los productos y el marketing y ejerce el control final, mientras que el socio inversor desarrolla el mercado. Casi todos los artículos se diseñan en Dinamarca y la producción suele externalizarse en China, si bien muchos productos se fabrican dentro de la Unión Europea.